# Dino Gordillo
Dino Julio Guzmán Gayoso, más conocido como Dino Gordillo (Lota, 26 de febrero de 1960), es un humorista chileno.

## Biografía
Nació en la comuna chilena de Lota en 1960, y tres años más tarde su familia se trasladó a Chiguayante, donde pasó su infancia y juventud.
Su carrera despegó en el año 1996, cuando actuó en el Festival del Huaso de Olmué. Ese mismo verano fue invitado al Festival de Viña del Mar, certamen en que se presentó cinco años consecutivos (hasta el 2000), logrando peaks de sintonía. De forma paralela, participó en una serie de programas de televisión, como Sal & Pimienta (Megavisión), Noche de ronda (Canal 13), Corazón partío (TVN), Viva el lunes (Canal 13), La última tentación (Chilevisión), entre otros, hasta el año 2005, cuando decidió alejarse de las pantallas.[cita requerida]
En 2010, volvió al Festival del Huaso de Olmué, tras catorce años de carrera humorística, y al año siguiente actuó por sexta ocasión en el Festival de Viña, obteniendo las antorchas de plata y de oro. En 2016, tuvo su propia miniserie de humor en TVN, Más Gordillo que Dino.
En febrero de 2019 tuvo su séptima presentación en el Festival de Viña del Mar, igualando a los comediantes Jorge Romero «Firulete» y Coco Legrand en cantidad de presentaciones en el certamen.[cita requerida]

## Vida personal
En cuanto a su familia, se casó con Patricia Cabellero, con quien tuvo seis hijos.
En enero de 2020, fue internado en la Unidad de Cuidados Intensivos de la Clínica Alemana tras sufrir una disección aórtica.
En febrero de 2022, se le comunicó la noticia de que uno de sus hijos había fallecido horas antes de presentarse en un show en la comuna de Vicuña. Se presentó de igual forma, declarando que "...Me subí porque le prometí denante (sic) a mi hijo, que en paz descanse, a mi ángel, que me iba a subir al escenario porque él habría estado muy feliz y el show debe continuar”.